# Kinema Citrus
Kinema Citrus Co., Ltd. (jap. 株式会社キネマシトラス Kabushiki-gaisha Kinema Shitorasu) – japońskie studio animacji z siedzibą w tokijskiej dzielnicy Suginami, założone 3 marca 2008 roku przez byłych pracowników Production I.G i Bones. Jego dyrektorami komercyjnymi są Muneki Ogasawara, Yuichiro Matsuka i Masaki Tachibana.
Studio znane jest z takich tytułów anime jak Black Bullet, Barakamon, Made in Abyss i The Rising of the Shield Hero.

## Produkcje

### Seriale telewizyjne
| Rok  | Tytuł                                 | Reżyser(zy)                                           | Liczba odcinków | Uwagi                                                                                   | Przypisy |
| ---- | ------------------------------------- | ----------------------------------------------------- | --------------- | --------------------------------------------------------------------------------------- | -------- |
| 2009 | Higepiyo                              | Atsushi Takeyama                                      | 39              | Na podstawie 4-panelowej mangi autorstwa Risu Itō.                                      | [ 2 ]    |
| 2009 | Tokyo Magnitude 8.0                   | Masaki Tachibana                                      | 11              | Własna twórczość. We współpracy z Bones.                                                | [ 3 ]    |
| 2012 | Oshiri kajiri mushi                   | Masayuki Kojima Pon Kozutsumi Kaori Masatsugu Arakawa | 72              | Na podstawie japońskiej piosenki dla dzieci.                                            | [ 4 ]    |
| 2012 | Code:Breaker                          | Yasuhiro Irie                                         | 13              | Na podstawie mangi autorstwa Akimine Kamijyo.                                           | [ 5 ]    |
| 2013 | Yuyushiki                             | Kaori                                                 | 12              | Na podstawie 4-panelowej mangi autorstwa Komaty Mikami.                                 | [ 6 ]    |
| 2014 | Black Bullet                          | Masayuki Kojima                                       | 13              | Na podstawie light novel autorstwa Shidena Kanzakiego. We współpracy z Orange.          | [ 7 ]    |
| 2014 | Barakamon                             | Masaki Tachibana                                      | 12              | Na podstawie mangi autorstwa Satsuki Yoshino.                                           | [ 8 ]    |
| 2015 | Gochūmon wa usagi desu ka??           | Hiroyuki Hashimoto                                    | 12              | Sequel Gochūmon wa usagi desu ka? We współpracy z White Fox.                            | [ 9 ]    |
| 2016 | Norn9                                 | Takao Abo                                             | 12              | Na podstawie gry otome produkcji Otomate. We współpracy z Orange.                       | [ 10 ]   |
| 2016 | Kuma miko                             | Kiyoshi Matsuda                                       | 12              | Na podstawie mangi autorstwa Masume Yoshimoto. We współpracy z EMT Squared.             | [ 11 ]   |
| 2016 | Shakunetsu no takkyū musume           | Yasuhiro Irie                                         | 12              | Na podstawie mangi autorstwa Yagury Asano.                                              | [ 12 ]   |
| 2017 | Made in Abyss                         | Masayuki Kojima                                       | 13              | Na podstawie mangi autorstwa Akihito Tsukushiego.                                       | [ 13 ]   |
| 2018 | Shōjo kageki Revue Starlight          | Tomohiro Furukawa                                     | 12              | Na podstawie franczyzy stworzonej przez Bushiroad i Nelke Planning.                     | [ 14 ]   |
| 2019 | The Rising of the Shield Hero         | Takao Abo                                             | 25              | Na podstawie light novel autorstwa Aneko Yusagi.                                        | [ 15 ]   |
| 2020 | Show by Rock!! Mashumairesh!!         | Seung Hui Son                                         | 12              | Sequel Show by Rock!!                                                                   | [ 16 ]   |
| 2021 | Show by Rock!! Stars!!                | Takahiro Ikezoe Daigo Yamagishi                       | 12              | Sequel Show by Rock!! Mashumairesh!!.                                                   | [ 17 ]   |
| 2021 | Cardfight!! Vanguard: overDress       | Ken Mori                                              | 25              | Nowe anime z serii Cardfight!! Vanguard.                                                | [ 18 ]   |
| 2022 | The Rising of the Shield Hero sezon 2 | Masato Jinbo                                          | 13              | Sequel The Rising of the Shield Hero. We współpracy z DR Movie.                         | [ 19 ]   |
| 2022 | Cardfight!! Vanguard will+Dress       | Ken Mori Ryūtarō Suzuki                               | 13              | Sequel Cardfight!! Vanguard overDress. We współpracy z Gift-o'-Animation i Studio Jemi. | [ 20 ]   |
| 2022 | Made in Abyss: Retsujitsu no ōgonkyou | Masayuki Kojima                                       | 12              | Sequel Made in Abyss: Fukaki tamashii no reimei.                                        | [ 21 ]   |
| 2023 | Moje szczęśliwe małżeństwo            | Takehiro Kubota                                       | 12              | Na podstawie light novel autorstwa Akumi Agitogi.                                       | [ 22 ]   |
| 2023 | The Rising of the Shield Hero sezon 3 | Hitoshi Haga                                          | 12              | Sequel 2. sezonu The Rising of the Shield Hero.                                         | [ 23 ]   |
| 2024 | Cardfight!! Vanguard DivineZ          | Taku Yamada                                           | nieznana        | Sequel Cardfight!! Vanguard will+Dress.                                                 | [ 24 ]   |
| 2025 | Moje szczęśliwe małżeństwo sezon 2    | Takehiro Kubota Masayuki Kojima                       | nieznana        | Sequel Moje szczęśliwe małżeństwo.                                                      | [ 25 ]   |

### Filmy
| Rok  | Tytuł                                             | Reżyser(zy)                    | Uwagi                                                                                                 | Przypisy |
| ---- | ------------------------------------------------- | ------------------------------ | --- | -------- |
| 2009 | Kōkyōshihen Eureka Seven: Pocket ga niji de ippai | Tomoki Kyoda Hiroshi Haraguchi | Kinowa adaptacja Eureka Seven. We współpracy z Bones.                                                 |          |
| 2013 | Neppū kairiku bushi Road                          | Masayuki Sakoi                 | Na podstawie franczyzy stworzonej przez Bushiroad, Bandai Visual i Nitroplus. We współpracy z Orange. | [ 26 ]   |
| 2019 | Made in Abyss: Tabidachi no yoake                 | Masayuki Kojima                | Podsumowanie pierwszej połowy Made in Abyss.                                                          | [ 27 ]   |
| 2019 | Made in Abyss: Hōrō suru tasogare                 | Masayuki Kojima                | Podsumowanie drugiej połowy Made in Abyss.                                                            | [ 27 ]   |
| 2020 | Made in Abyss: Fukaki tamashii no reimei          | Masayuki Kojima                | Sequel Made in Abyss.                                                                                 | [ 28 ]   |
| 2020 | Shōjo kageki Revue Starlight: Rondo Rondo Rondo   | Tomohiro Furukawa              | Podsumowanie Shōjo kageki Revue Starlight.                                                            | [ 29 ]   |
| 2021 | Shōjo kageki Revue Starlight Movie                | Tomohiro Furukawa              | Sequel Shōjo kageki Revue Starlight.                                                                  | [ 30 ]   |

### OVA
| Rok  | Tytuł                         | Reżyser(zy)       | Liczba odcinków | Uwagi                                                                | Przypisy |
| ---- | ----------------------------- | ----------------- | --------------- | -------------------------------------------------------------------- | -------- |
| 2010 | .hack//Quantum                | Masaki Tachibana  | 3               |                                                                      | [ 31 ]   |
| 2011 | Eiyū densetsu: Sora no kiseki | Masaki Tachibana  | 2               | Na podstawie fabularnej gry wideo produkcji Nihon Falcom.            | [ 32 ]   |
| 2012 | Marimo no hana                | Akitoshi Yokoyama | 1               |                                                                      | [ 33 ]   |
| 2012 | Nagareboshi Lens              | Natsuko Takahashi | 1               | Na podstawie shōjo-mangi autorstwa Mayu Muraty.                      | [ 34 ]   |
| 2016 | Under the Dog                 | Masahiro Andō     | 1               | Projekt anime sfinansowany na Kickstarterze. We współpracy z Orange. | [ 35 ]   |
| 2017 | Yuyushiki                     | Kaori             | 1               |                                                                      | [ 36 ]   |

### ONA
| Rok  | Tytuł                               | Reżyser(zy)     | Liczba odcinków | Uwagi | Przypisy |
| ---- | ----------------------------------- | --------------- | --------------- | --- | -------- |
| 2011 | Busō shinki: Moon Angel             | Masayuki Kojima | 10              | Animacja stworzona z okazji wydania drugiej gry wideo na PSP, Busō shinki Battle Masters Mk. 2. We współpracy z TNK. | [ 37 ]   |
| 2021 | Gwiezdne wojny: Wizje – Oblubienica | Hitoshi Haga    | 1               | Film krótkometrażowy; część antologii Gwiezdne wojny: Wizje.                                                         | [ 38 ]   |